# Nizozemsko na Letních olympijských hrách 1988
Nizozemsko na Letních olympijských hrách 1988 v jihokorejském Soulu reprezentovala výprava 147 sportovců, z toho 93 mužů a 54 žen v 17 sportech.

## Medailisté
| Medaile | Jméno | Sport         | Disciplína                          |
| ------- | --- | ------------- | ----------------------------------- |
| Zlato   | Monique Knol | Cyklistika    | Ženy silniční závod jednotlivců     |
| Zlato   | Nico Rienks Ronald Florijn | Veslování     | Muži dvojskif                       |
| Stříbro | Conny van Bentum Karin Brienesse Marianne Muis Mildred Muis | Plavání       | Ženy štafeta 4 × 100 m volný způsob |
| Stříbro | Leo Peelen | Cyklistika    | Muži bodovací závod                 |
| Bronz   | Arnold Vanderlyde | Box           | Muži do 91 kg                       |
| Bronz   | Ben Spijkers | Judo          | Muži do 86 kg                       |
| Bronz   | Annemarie Cox Annemiek Derckx | Kanoistika    | Ženy K2 500 m                       |
| Bronz   | Marc Benninga Cees Jan Diepeveen Patrick Faber René Klaassen Hendrik Jan Kooijman Taco van den Honert Hidde Kruize Frank Leistra Erik Parlevliet Gert Jan Schlatmann Tim Steens Floris Jan Bovelander Jacques Brinkman Marc Delissen Maurits Crucq Ronald Jansen        | Pozemní hokej | Turnaj mužů                         |
| Bronz   | Willemien Aardenburg Helen van der Ben Yvonne Buter Annemieke Fokke Noor Holsboer Lisanne Lejeune Ingrid Wolff Carina Benninga Marjolein Eijsvogel Det de Beus Anneloes Nieuwenhuizen Martine Ohr Marieke van Doorn Aletta van Manen Sophie von Weiler Laurien Willemse | Pozemní hokej | Turnaj žen                          |